# Josh Lord
Pour les articles homonymes, voir Lord.
Pas d'image ? Cliquez ici

a Compétitions nationales et continentales officielles uniquement.

b Matchs officiels uniquement.
Dernière mise à jour le 13 novembre 2024.
Josh Lord, né le 17 janvier 2001 à Auckland (Nouvelle-Zélande), est un joueur international néo-zélandais de rugby à XV. Il évolue au poste de deuxième ligne avec les Chiefs en Super Rugby depuis 2021, et avec la province de Taranaki en NPC depuis 2019.

## Biographie

### Jeunesse et formations
Josh Lord est originaire de la petite ville rurale de Ōwhango dans la région de Manawatū-Whanganui. Il est le fils de Matt Lord (en), ancien joueur professionnel de rugby à XV, passé par North Harbour, les Blues et les Northampton Saints,,.
Il suit sa scolarité avec la Hamilton Boys' High School (en) dans la région de Waikato. Il joue au rugby avec l'équipe de l'établissement, et s'y fait remarquer par son talent,.
Parallèlement à son parcours scolaire, il joue également avec les équipes jeunes des Chiefs lors des compétitions nationales.
En 2018, il est sélectionné avec la sélection scolaire néo-zélandaise (en). Avec cette équipe, il affronte ses homologues tongiens et australiens,.
Après sa scolarité, il est recruté par l'Academy (centre de formation) de la province de Taranaki,. En 2019, il rejoint également le club de Coastal Rugby, basé à Rahotu, évoluant dans le championnat amateur de la région de Taranaki.

### Débuts professionnels
En 2019, Josh Lord est retenu dans l'effectif senior de Taranaki pour disputer la saison de National Provincial Championship (NPC). Il joue son premier match à l'âge de 18 ans contre Northland le 25 août 2019. Il joue trois rencontres comme remplaçant, avant de connaître sa première titularisation contre Auckland,. Il joue un total de quatre rencontres lors de sa première saison de NPC.
Peu après sa première saison au niveau provincial, il participe à la présaison de la franchise des Chiefs,. Il joue ensuite avec l'équipe des moins de 20 ans de la franchise.
En 2020 également, il est sélectionné dans le groupe élargi de la sélection néo-zélandaise des moins de 20 ans. Cependant, l'annulation des compétitions internationales junior à cause de la pandémie de Covid-19 l'empêche de porter le maillot de cette sélection.
Plus tard la même année, il effectue sa première saison pleine avec Taranaki, disputant dix rencontres de NPC. Par ses performances, il est considéré comme l'un des meilleurs jeunes joueurs de la compétition.
Peu après la saison de NPC, il est retenu par les Chiefs pour disputer la saison 2021 de Super Rugby. Il est considéré comme l'un des grand espoir à son poste pour les Chiefs, et le rugby néo-zélandais. Il joue premier match le 13 mars 2021 contre les Crusaders. Peu après cette rencontre, il est écarté des terrains pendant près de deux mois à cause d'un blessure à l'épaule. Les Chiefs termine la saison de Super Rugby Aotearoa à une place de finaliste, mais Lord ne dispute pas la finale. Il dispute un total de cinq rencontres avec les Chiefs, toutes comme titulaire, lors de l'année 2021.
Au cours de la saison 2021, il est à nouveau sélectionné avec l'équipe néo-zélandaise des moins de 20 ans, mais ne dispute encore une fois aucun match officiel. Il joue néanmoins des matchs de présaison, comme contre la province de Tasman.
En octobre 2021, il est sélectionné pour la première fois avec l'équipe de Nouvelle-Zélande par Ian Foster, afin de participer à la tournée dans l'hémisphère nord,. Sa sélection, en dépit de sa grande inexpérience du haut niveau, et justifiée par son fort potentiel, et la volonté de le faire travailler dans l'environnement des All Blacks,. Il obtient sa première cape lors du premier test de la tournée, face aux États-Unis le 23 octobre 2021 à Washington DC.

## Palmarès

### En franchise et province
- Finaliste du Super Rugby Aotearoa en 2021 avec les Chiefs.
- Finaliste du Super Rugby en 2023, 2024 et 2025 avec les Chiefs.
- Vainqueur du NPC en 2023 avec Taranaki.

### En sélection
- Vainqueur du Rugby Championship en 2023.

## Statistiques

### En équipe nationale
Au 13 novembre 2024, Josh Lord compte 7 capes en équipe de Nouvelle-Zélande, dont 2 en tant que titulaire, depuis le 24 octobre 2021 contre les États-Unis à Washington D.C.
Avec les All Blacks, il a participé à deux éditions du Rugby Championship, en 2023 et 2024. Il dispute trois rencontres dans cette compétition,.